# Phanthong FC
Der Phanthong Football Club (Thai: สโมสรฟุตบอลพานทอง) ist ein thailändischer Fußballverein aus Si Racha, der in der Thai League 4 - Eastern Region, der vierthöchsten thailändischen Spielklasse, spielt.

## Stadion
Seine Heimspiele trägt der Klub im Institute of Physical Education - Chonburi FC Training Ground in Chonburi aus. Das Stadion hat eine Kapazität von 300 Personen. Eigentümer und Betreiber ist das Institute of Physical Education.

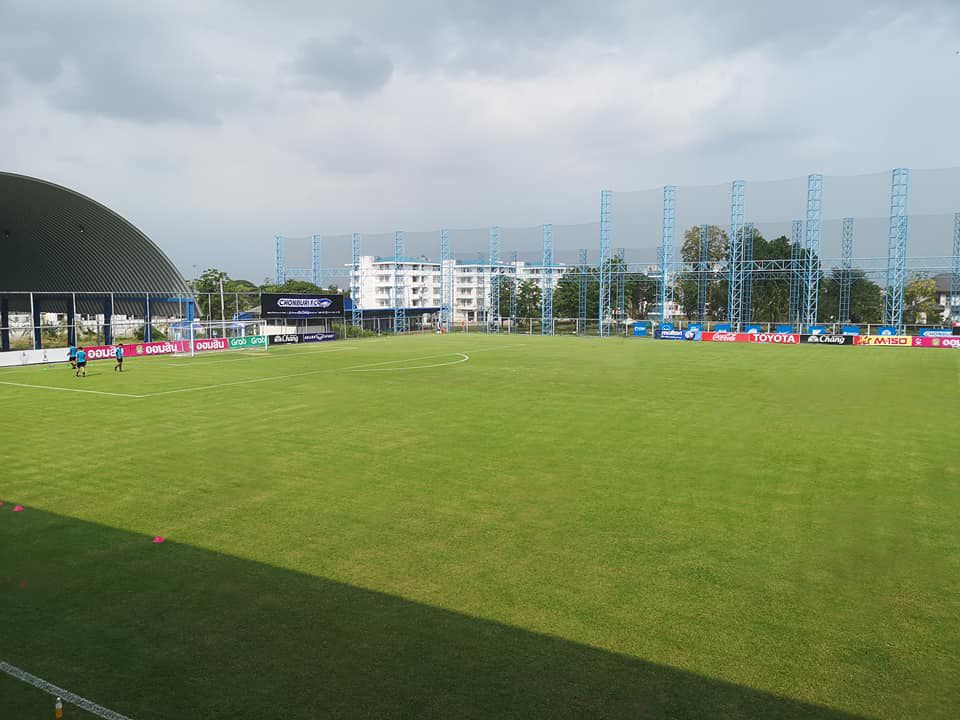
IPE Chonburi Training Ground

### Spielstätten seit 2019
| Saison | Stadion                                                       | Standort                   | Kapazität | Eigentümer                      | Koordinaten                     |
| ------ | ------------------------------------------------------------- | -------------------------- | --------- | ------------------------------- | ------------------------------- |
| 2019   | Institute of Physical Education - Chonburi FC Training Ground | Chonburi, Provinz Chonburi | 300       | Institute of Physical Education | 13° 24′ 40,7″ N, 100° 59′ 37″ O |

## Spieler
Stand: 26. Juni 2019
| Nr. |          | Position | Name                 |
| --- | -------- | -------- | -------------------- |
| 1   | Thailand | TW       | THEERAPAT SONJAI     |
| 2   | Thailand | AB       | ANUCHA SIRITHAM      |
| 3   | Thailand | AB       | THANAKORN WANGTHAPAN |
| 4   | Thailand | MF       | KANTANG KLINSORN     |
| 5   | Japan    | AB       | SHUN HAGIHARA        |
| 6   | Thailand | AB       | SUPHAKIT SUWANNASIT  |
| 8   | Thailand | ST       | MONTON DETHUME       |
| 9   | Thailand | ST       | PONGSATHORN BOONTHAI |
| 10  | Thailand | ST       | THANAPOL VETCHAYA    |
| 11  | Thailand | MF       | APHIWAT HONGTHONG    |
| 13  | Thailand | MF       | PUCHID SRIKAW        |
| 16  | Thailand | ST       | PRATHOMPORN TATIP    |
| 17  | Japan    | ST       | YUKI NAKATA          |
| 18  | Thailand | ST       | SAKEEREEN LAHSOH     |

| Nr. |          | Position | Name                   |
| --- | -------- | -------- | ---------------------- |
| 20  | Thailand | MF       | TINNAKRIT JAIYA        |
| 21  | Thailand | MF       | KONGKIDAGAN KINGTHONG  |
| 24  | Thailand | TW       | THIRAWEE SATJACHOKTHAM |
| 27  | Thailand | ST       | PAIRACH SUKSAWEANG     |
| 28  | Ghana    | MF       | ABDULAI YUNUSA         |
| 29  | Thailand | MF       | NATTHAPONG HOMMAIHAI   |
| 31  | Thailand | TW       | SITTICHAI UDONPANT     |
| 37  | Japan    | MF       | TAIGA WATABE           |
| 39  | Thailand | AB       | JEERASAK INIAM         |
| 43  | Thailand | AB       | SITTIWAT BAIBUA        |
| 55  | Thailand | AB       | NATTAPONG CHAIDEE      |
| 66  | Thailand | MF       | SORNRAM SOMAUNJARN     |
| 88  | Thailand | AB       | AUMNRT PONGPALL        |
| 99  | Thailand | ST       | WEERAPONG SRIPECH      |

## Beste Torschützen seit 2019
| Saison | Name                | Tore |
| ------ | ------------------- | ---- |
| 2019   | Archawit Khomhongsa | 3    |
| 2020   |                     |      |
| 2021   |                     |      |

## Saisonplatzierung
| Saison | Liga                                      | Liga  | Liga   | Liga | Liga | Liga | Liga  | Liga   | Liga     |
| Saison | Liga                                      | Level | Spiele | S    | U    | N    | Tore  | Punkte | Position |
| ------ | ----------------------------------------- | ----- | ------ | ---- | ---- | ---- | ----- | ------ | -------- |
| 2013   | Regional League Division 2 – Central/East | 3     | 26     | 7    | 2    | 17   | 41:58 | 23     | 12.      |
| 2014   | Regional League Division 2 – Central/East | 3     | 26     | 7    | 2    | 17   | 35:60 | 23     | 11.      |
| 2015   | Regional League Division 2 – Central/East | 3     | 26     | 7    | 4    | 15   | 47:59 | 25     | 11.      |
| 2016   | Regional League Division 2 – Central      | 3     | 20     | 4    | 5    | 11   | 14:27 | 17     | 9.       |
| 2017   | nicht teilgenommen                        |       |        |      |      |      |       |        |          |
| 2018   | nicht teilgenommen                        |       |        |      |      |      |       |        |          |
| 2019   | Thai League 4 – East                      | 4     | 28     | 2    | 6    | 20   | 17:66 | 12     | 8. ▼     |
| 2020   | Thailand Amateur League                   | 5     |        |      |      |      |       |        |          |

## Sponsoren
| Jahr | Ausrüster | Trikotsponsor       |
| ---- | --------- | ------------------- |
| 2019 | Warrix    | Bridge of the World |
| 2020 |           |                     |